# The Doors (film)
The Doors este un film biografic din 1991 despre trupa rock a anilor '60-'70 cu același nume în care se pune accentul pe viața liderului formației, Jim Morrison. Filmul a fost regizat de Oliver Stone iar din distribuție fac parte Val Kilmer în rolul lui Morrison, Meg Ryan în rolul Pamelei Courson, Kyle MacLachlan - Ray Manzarek, Frank Whaley - Robby Krieger, Kevin Dillon - John Densmore și Kathleen Quinlan în rolul Patriciei Kennealy.
Filmul îl prezintă pe Morrison ca simbol al muzicii rock and roll, contraculturii și al consumului de droguri recreațional de la sfârșitul anilor '60. Însă în prezentarea lui Morrison se regăsesc și alcoolismul său, interesul în drogurile halucinogene sau obsesia sa față de moarte.